# Fender Precision Bass
A Fender Precision Bass (vagy P-Bass) egy basszusgitármodell, melyet az amerikai Fender hangszercég forgalmaz már 1951 óta. A modellt még a cég alapítója, Leo Fender tervezte, és ez volt az első tömör testű, elektromosan hangosított basszusgitár.

## Története
Az elektromos gitárok fellendülésével szükségessé vált, hogy a zenekarok basszushangszereit is erősíteni kell. A korábban használt nagybőgő helyett, amely hangereje eléggé korlátozott, Leo Fender bevetette a Fender Esquire és Telecaster elektromos gitárokon már sikerrel alkalmazott elektromos hangszedő ötletét.
Egy darab osztott egytekercses (single-coil) hangszedővel felszerelt, tömör kőristest jellemzi, de később más faanyagokból is készültek modellek.

## Híres használói
- Colin Greenwood
- Steve Harris
- John Deacon (Queen)
- Duff McKagan (Velvet Revolver)
- Sting
- Roger Waters
- Nate Mendel
- Paul Simonon (The Clash)
- Póka Egon
- Mike Dirnt
- Novai Gábor
- Kékesi László
- Berkes Károly
- Vörös Gábor
- Frenreisz Károly
- Kohánszky Roy